# Scadoxus
Genre
Synonymes
- Nerissa Salisb.
- Demeusea De Wild. & T.Durand.
- Choananthus Rendle

Scadoxus est un genre de plantes africaines  de la famille des Amaryllis, et la sous famille Amaryllidoideae. Le nom anglais "blood lily" (lis de sang) est utilisé pour certaines espèces a cause de leurs couleurs écarlates . Le genre a des affinités étroites avec Haemanthus . Les espèces de Scadoxus sont cultivées comme plantes ornementales pour leurs fleurs aux couleurs éclatantes, soit en pots, soit en pleine terre, dans des climats sans gelée. Bien que certaines espèces aient été utilisées en médecine traditionnelle, elles contiennent des alcaloïdes toxiques.

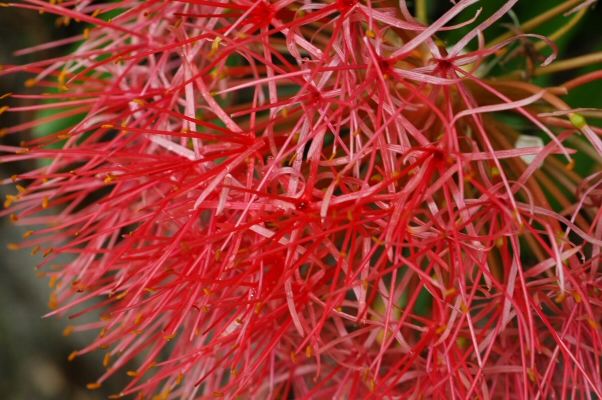
S. multiflorus (lis de sang).

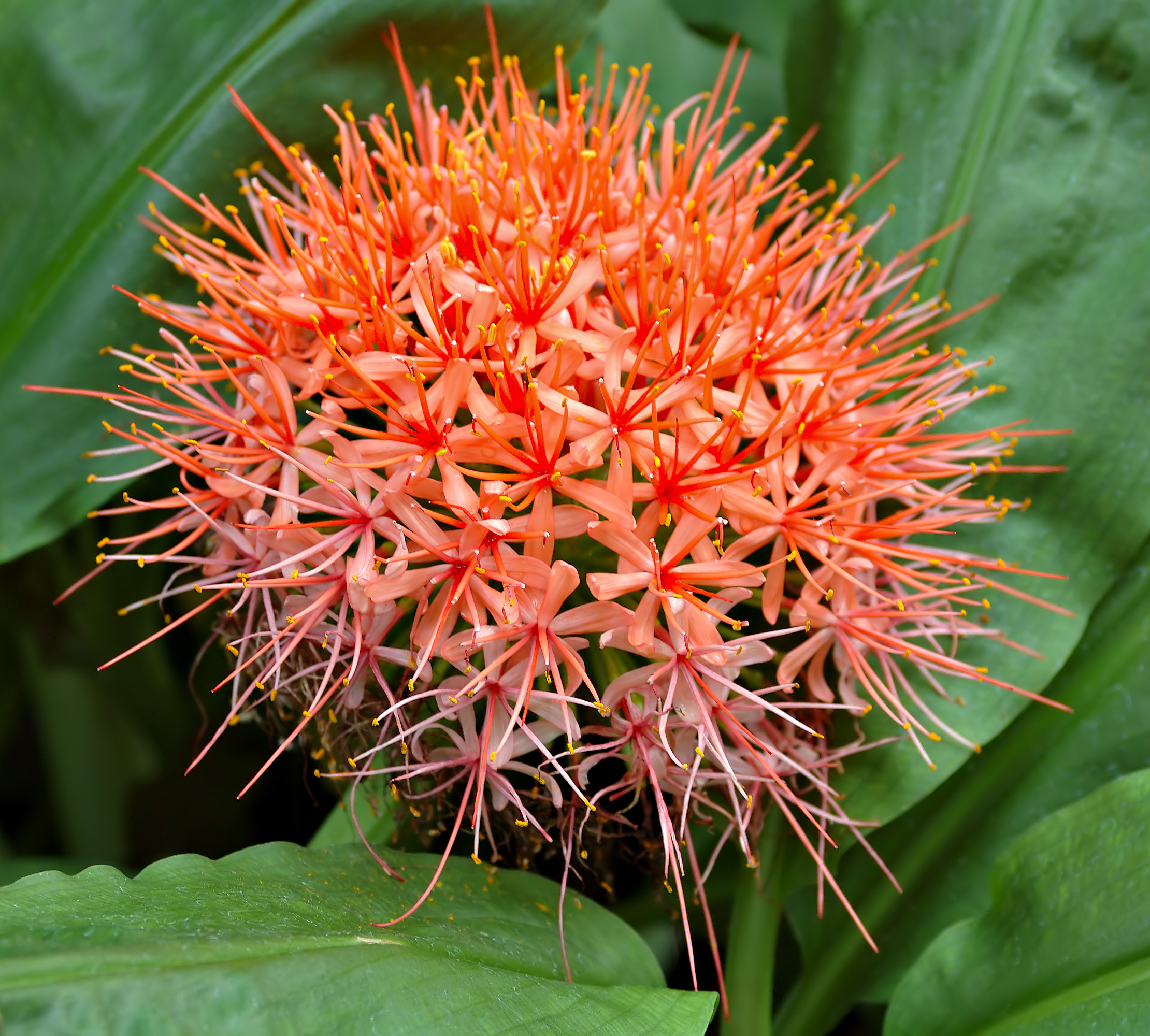
Scadoxus cinnabarinus.

## Description
Les espèces de Scadoxus se développent à partir de bulbes ou de rhizomes. Les espèces bulbeuses ont généralement aussi des rhizomes distincts. En particulier chez les espèces non bulbeuses, les pétioles (tiges des feuilles) se chevauchent pour produire une fausse tige ou pseudotronc, qui peut être tacheté de pourpre. Les limbes des feuilles sont lancéolés à ovés avec une nervure médiane épaissie. La tige florale sans feuilles ( Hampe florale ) est aussi parfois tachetée de pourpre, et apparaît soit parmi les feuilles, soit se propage à travers à côté du pseudotronc ,  .
Les fleurs sont portées au sommet de la hampe florale sous la forme d'une ombelle à nombreuses fleurs. Au moins quatre bractées sont présentes sous l'ombelle. Chez certaines espèces, comme Scadoxus membranaceus, ces bractées persistent pendant la floraison; chez d'autres espèces, elles se fanent avant que les fleurs ne soient complètement ouvertes. Les fleurs individuelles ont six tépales rouges à roses, réunis à la base pour former un tube. Chez la plupart des espèces, les fleurs sont plus ou moins droites, bien que chez Scadoxus cyrtanthiflorus, les fleurs ouvertes s'affaissent et chez Scadoxus nutans, le sommet de la hampe florale se penche de telle sorte que les fleurs soient tournées vers le bas. Les filaments des étamines proviennent de la base des tépales et peuvent être aplatis. Le fruit prend la forme d'une baie globuleuse, orange à rouge à maturité  , .

## Taxonomie
Le nom de ce genre a été donné, en 1838, par Constantine Samuel Rafinesque. L'étymologie précise du nom dans son ensemble n'est pas très claire. Rafinesque a qualifié le nom de "umb. Glor."  (signifiant peut-être umbella gloriosa, "ombelle glorieuse"). Doxus, qui signifie "gloire" ou "splendeur" en grec, est généralement interprété comme une référence aux fleurs souvent écarlates du genre . Le préfixe sca peut être dérivé du grec skia qui signifie "ombre"  ( sciadon est l'équivalent grec de l' ombella latine, "parapluie", utilisée pour les têtes de fleurs en forme d'ombelles) ,.

### Des relations
Scadoxus est situé dans la tribu Haemantheae de la sous - famille Amaryllidoideae, une tribu réservée aux genres à fruits sous forme de baies. La tribu est essentiellement africaine et comprend six genres: Apodolirion, Gethyllis, Haemanthus, Scadoxus, Clivia et Cryptostephanus . L' arbre phylogénétique le plus parcimonieux trouvé lors de l'analyse de l' ADN nucléaire et du plasmide dans une étude de 2004 a montré que Scadoxus était le plus étroitement apparenté à Haemanthus : 
|  | Apodolirion, Gethyllis                                  |
|  |                                                         |
|  | \| \| Haemanthus \| \| \| \| \| \| Scadoxus \| \| \| \| |
|  |                                                         |
|  | Haemanthus                                              |
|  |                                                         |
|  | Scadoxus                                                |
|  |                                                         |

|  | Haemanthus |
|  |            |
|  | Scadoxus   |
|  |            |

|  | Clivia          |
|  |                 |
|  | Cryptostephanus |
|  |                 |

|  | Apodolirion, Gethyllis                                  |
|  |                                                         |
|  | \| \| Haemanthus \| \| \| \| \| \| Scadoxus \| \| \| \| |
|  |                                                         |
|  | Haemanthus                                              |
|  |                                                         |
|  | Scadoxus                                                |
|  |                                                         |

|  | Haemanthus |
|  |            |
|  | Scadoxus   |
|  |            |

|  | Clivia          |
|  |                 |
|  | Cryptostephanus |
|  |                 |

Scadoxus a été séparé de Haemanthus par Rafinesque en 1838  Son espèce type, Scadoxus multiflorus, avait été décrite comme étant Haemanthus multiflorus par Thomas Martyn en 1795  Cette séparation a été ignorée par la plupart des études jusqu'en 1976, lorsque Scadoxus a été reconnu comme un genre distinct par Ib Friis et Inger Nordal. Les espèces d' Haemanthus ont une distribution méridionale, forment de vrais bulbes et ont 2 n = 16 chromosomes, alors que les espèces de Scadoxus se rencontrent dans toute l'Afrique tropicale, ne forment pas toutes des bulbes et possèdent 2 n = 18 chromosomes . Les feuilles des deux genres sont également différentes. Les feuilles des espèces de Scadoxus sont minces, disposées en spirale, avec une tige distincte ( pétiole ); chez certaines espèces, leurs bases forment un pseudotronc. Les feuilles des espèces d' Haemanthus sont plus épaisses, opposées, sans pétiole distinct et ne forment jamais un pseudotronc .

### Espèce

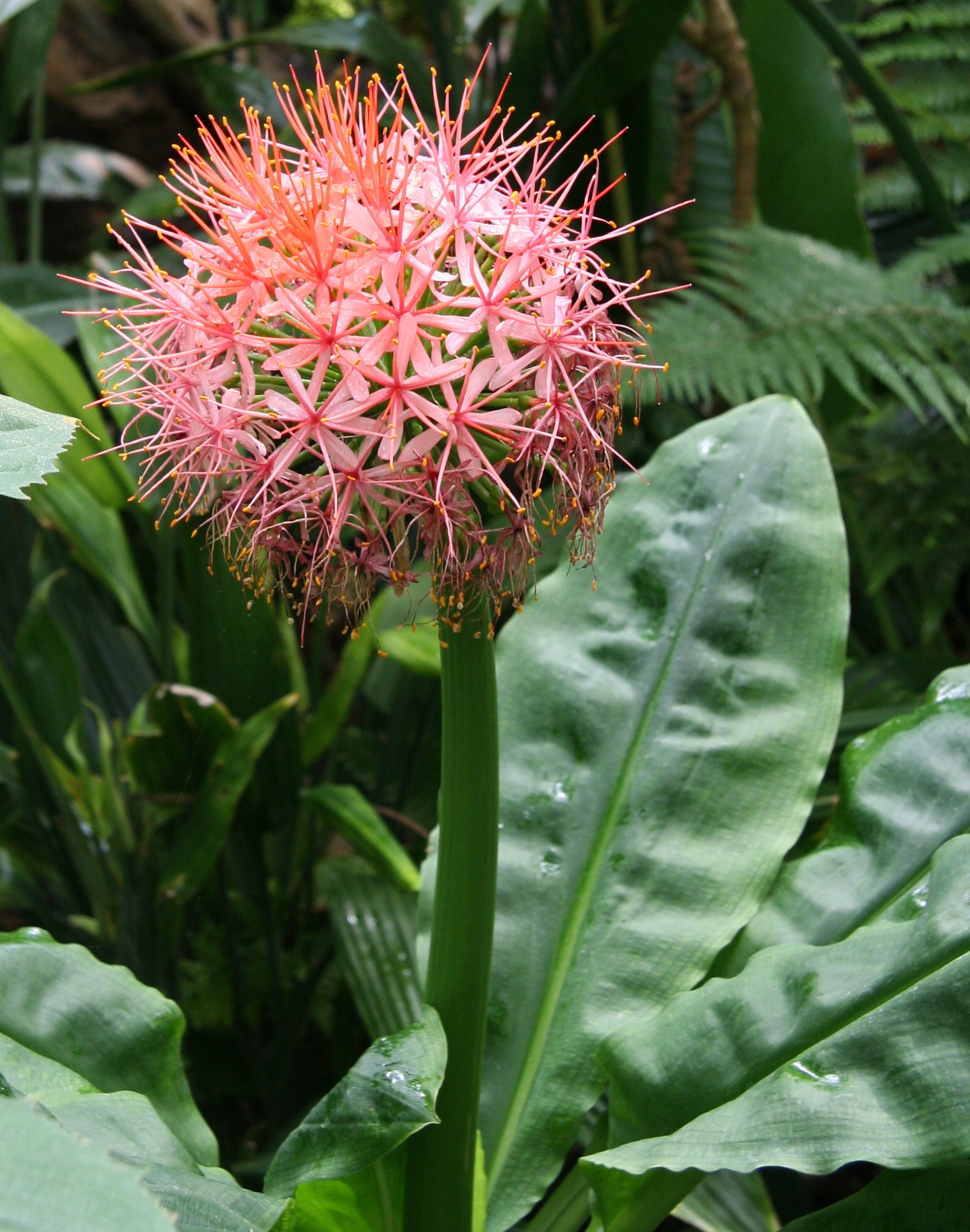
Scadoxus cinnabarinus en culture

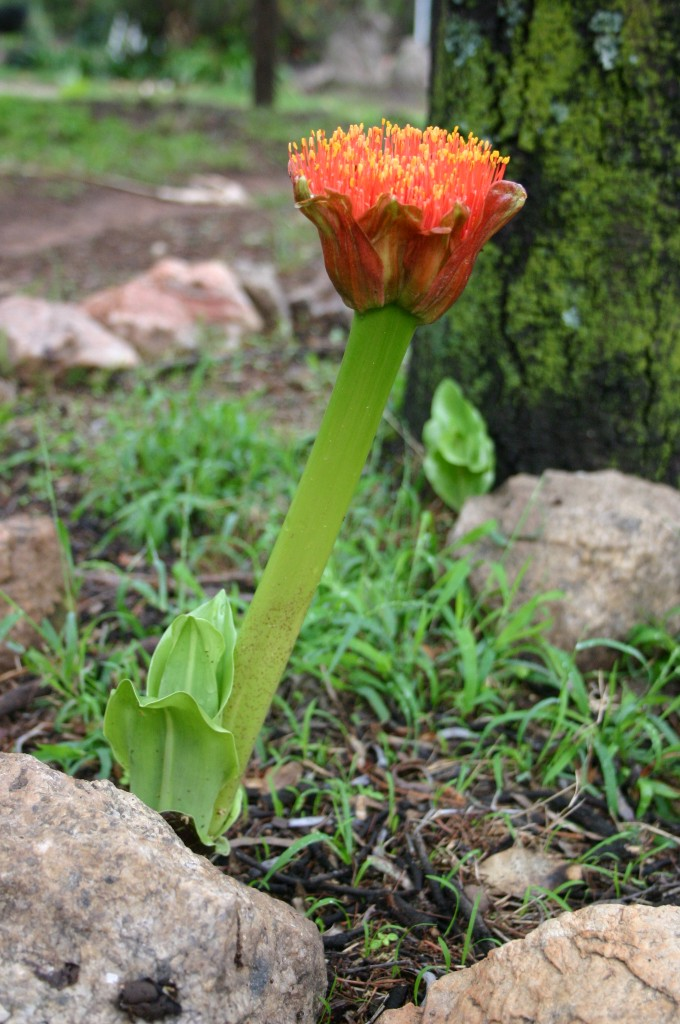
Scadoxus puniceus en culture

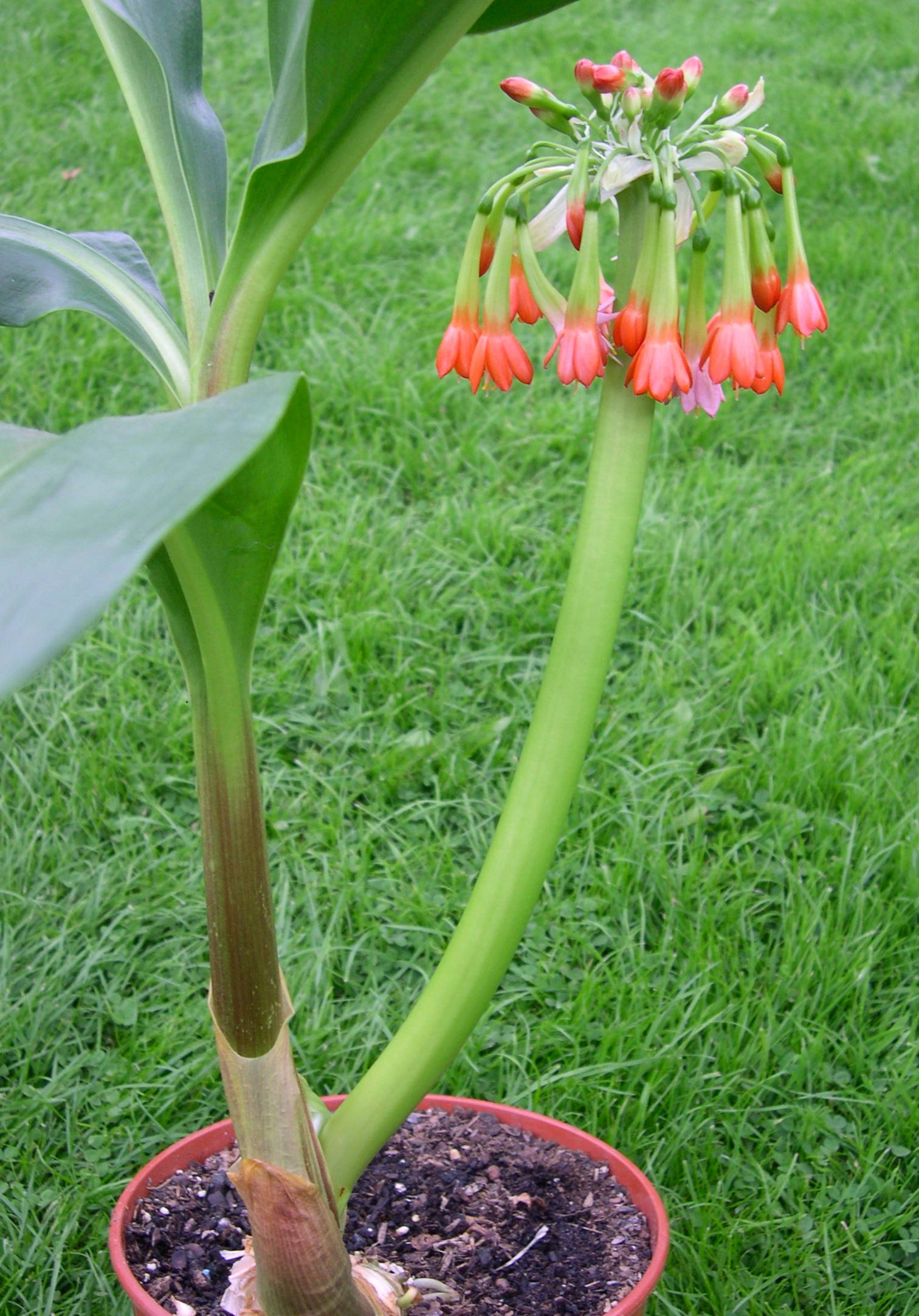
Scadoxus cyrtanthiflorus en culture

La base Kew WCSP en Septembre 2019  accepte les neuf espèces suivantes, dont une avec trois sous-espèces  :
- Scadoxus cinnabarinus (Decne. ) Friis & Nordal - Afrique occidentale et centrale
- Scadoxus cyrtanthiflorus (Droitier) Friis & Nordal - Monts Rwenzori en Ouganda + Zaïre
- Scadoxus longifolius (De Wild. & T.Durand) Friis & Nordal - Afrique de l'Ouest
- Scadoxus membranaceus (Baker) Friis & Nordal - Afrique du Sud
- Scadoxus multiflorus (Martyn) Raf. (Lis de sang) 
  - S. multiflorus ssp. katherinae (Baker) Friis & Nordal - Afrique du Sud
  - S. multiflorus ssp. longitubus (CHWright) Friis & Nordal - Afrique de l'Ouest
  - S. multiflorus ssp. multiflorus - Afrique tropicale et australe, Péninsule Arabique
- Scadoxus nutans (Friis & I.Bjørnstad) Friis & Nordal - Éthiopie
- Scadoxus pole-evansii (Oberm. ) Friis & Nordal - Zimbabwe
- Scadoxus pseudocaulus (I.Bjørnstad & Friis) Friis & Nordal - Afrique tropicale
- Scadoxus puniceus (L.) Friis & Nordal - Afrique du Sud, Tanzanie et Éthiopie

Nordal et Duncan ont exploré la relation entre huit de ces espèces dans une analyse de 1984 basée sur des caractéristiques morphologiques (le peu connu Scadoxus longiflorus était alors exclu). Leur cladogramme préféré était  :
|  | Scadoxus cyrtanthiflorus                                                        |
|  |                                                                                 |
|  | Scadoxus nutans                                                                 |
|  |                                                                                 |
|  | \| \| Scadoxus pseudocaulus \| \| \| \| \| \| Scadoxus cinnabarinus \| \| \| \| |
|  |                                                                                 |
|  | Scadoxus pseudocaulus                                                           |
|  |                                                                                 |
|  | Scadoxus cinnabarinus                                                           |
|  |                                                                                 |

|  | Scadoxus pseudocaulus |
|  |                       |
|  | Scadoxus cinnabarinus |
|  |                       |

|  | Scadoxus multiflorus  |
|  |                       |
|  | Scadoxus pole-evansii |
|  |                       |

|  | Scadoxus puniceus     |
|  |                       |
|  | Scadoxus membranaceus |
|  |                       |

|  | Scadoxus multiflorus  |
|  |                       |
|  | Scadoxus pole-evansii |
|  |                       |

|  | Scadoxus puniceus     |
|  |                       |
|  | Scadoxus membranaceus |
|  |                       |

|  | Scadoxus cyrtanthiflorus                                                        |
|  |                                                                                 |
|  | Scadoxus nutans                                                                 |
|  |                                                                                 |
|  | \| \| Scadoxus pseudocaulus \| \| \| \| \| \| Scadoxus cinnabarinus \| \| \| \| |
|  |                                                                                 |
|  | Scadoxus pseudocaulus                                                           |
|  |                                                                                 |
|  | Scadoxus cinnabarinus                                                           |
|  |                                                                                 |

|  | Scadoxus pseudocaulus |
|  |                       |
|  | Scadoxus cinnabarinus |
|  |                       |

|  | Scadoxus multiflorus  |
|  |                       |
|  | Scadoxus pole-evansii |
|  |                       |

|  | Scadoxus puniceus     |
|  |                       |
|  | Scadoxus membranaceus |
|  |                       |

|  | Scadoxus multiflorus  |
|  |                       |
|  | Scadoxus pole-evansii |
|  |                       |

|  | Scadoxus puniceus     |
|  |                       |
|  | Scadoxus membranaceus |
|  |                       |

La division principale est entre un groupe qui n'a pas de bulbes, mais seulement des rhizomes, et un autre qui a des bulbes, avec généralement des rhizomes.

## Distribution et habitat
Le genre dans son ensemble est réparti en Afrique subsaharienne et dans la péninsule arabique. Il a été introduit dans certaines parties du Mexique. L'espèce la plus largement distribuée est Scadoxus multiflorus , dont la sous-espèce S. m. subsp. multiflorus est présente dans toute l'Afrique tropicale et australe et est le seul membre du genre trouvé dans la péninsule arabique . En revanche, Scadoxus cyrtanthiflorus ne se rencontre que dans les montagnes du Rwenzori, à la frontière entre l’ Ouganda et la République démocratique du Congo. 
La plupart des espèces se trouvent dans les forêts tropicales, où elles se développent dans des conditions chaudes et humides, à l'ombre, dans le sol ou en épiphytes.  Les trois espèces présentes dans les régions tempérées d’Afrique du Sud sont plus bulbeuses que les espèces tropicales; Scadoxus puniceus a été trouvé poussant dans les dunes de sable et les falaises sèches. 

## Culture
La culture des espèces Scadoxus a été décrit par Jonathan Hutchinson, au Royaume - Uni ( Collection nationale des végétaux ) pour ce genre. Toutes les espèces sont présentes naturellement dans les zones de précipitations estivales et, en culture, elles ont tendance à se développer au printemps après une période de dormance hivernale. S. multiflorus, S. puniceus et S. membranaceous, les trois espèces les plus cultivées en Afrique du Sud, tolèrent des températures hivernales allant jusqu'à  5 °C   . S. multiflorus subsp. multiflorus est cultivé pour la vente en grande quantité par l'industrie  des pépiniéristes néerlandais. 
Les espèces tropicale demandent une température minimum de 10 °C, Elles prospèrent dans une atmosphère chaude et humide. Un terreau organique ouvert, similaire à celui utilisé pour les orchidées, convient à toutes les espèces. Un mélange grossier avec des espaces aérés importants est particulièrement nécessaire  pour les espèces épiphytes telles que S. nutans.
Les ravageurs de Scadoxus en culture au Royaume-Uni comprennent les cochenilles farineuses et la mouche du narcisse ( Merodon equestris ). Les tétranyques rouges (espèces de Tetranychus ), les limaces et les escargots peuvent également causer des problèmes.  En Afrique du Sud, où des espèces telles que S. puniceus peuvent être cultivées à l'extérieur, le perce-lis ( Brithys crini ) attaque les plantes.

### Cultivars
Certains hybrides artificiels entre S. multiflorus subsp. katherinae et S. puniceus sont connus. Johannes Nicolai a élevé S. 'König Albert', qui a fleuri pour la première fois en 1899. Bien que rare en culture, il se multiplie rapidement. S. 'Andromeda', élevé par CG van Tubergen vers 1904, fait partie de la même filiation 

## Toxicité et utilisations
Le genre Scadoxus est connu pour avoir certaines espèces fortement toxiques, contenant des alcaloïdes toxiques. Celles-ci sont mortelles pour les animaux, comme les moutons et les chèvres, qui broutent les feuilles ou les bulbes. Scadoxus multiflorus et Scadoxus cinnabarinus sont traditionnellement utilisés dans certaines régions d'Afrique tropicale en tant que composants de poisons de flèche et de poisons de pêche. Les deux espèces, ainsi que Scadoxus puniceus en Afrique du Sud, sont utilisées en médecine traditionnelle.